# Stefania Środa-Murawska
Stefania Maria Środa-Murawska – polska geograf, doktor habilitowany nauk społecznych.

## Życiorys
W 2004 ukończyła studia geograficzne, w 2009 doktoryzowała się na podstawie pracy zatytułowanej Przemiany struktur i procesów demograficznych w Niemczech w roku 1990 i 2005, której promotorem była prof. Daniela Szymańska, w 2021 otrzymała habilitację za pracę pt. Rozwój oparty na sektorze kultury. Doświadczenia średnich miast w Polsce.
Pracuje na Uniwersytecie Mikołaja Kopernika w Toruniu.